# Ana Beatriz d’Este
Ana Beatriz d’Este (em italiano:  Anna Beatrice d'Este; Módena, 1626 – Mirandola, 25 de setembro de 1690) foi uma nobre italiana, princesa de Módena e Reggio e duquesa consorte de Mirandola.

## Biografia
Era filha de Afonso III d'Este, Duque de Módena e Reggio de 1628 a 1629, e de Isabel de Saboia; os seus avós maternos foram Carlos Emanuel I de Saboia e a infanta Catarina Micaela de Espanha (filha de Filipe II de Espanha).
Foi dada em casamento a Alexandre II Pico della Mirandola, Duque de Mirandola e Marquês de Concordia. O matrimónio foi celebrado em Módena, no dia 29 de abril de 1656.

## Descendência
Do seu casamento nasceram nove filhos:
- Maria Isabel (Maria Isabella) (1657-1720);
- Laura (Laura) (1660-1720), que casou com Fernando II Gonzaga, Príncipe de Castiglione delle Stiviere e Solferino;
- Francisco Maria (I) (Francesco Maria) (1661-1689), homem de letras e príncipe herdeiro de Mirandola, casou com Ana Camila Borghese, de quem teve um filho, Francisco Maria II, que veio a suceder ao pai como último Duque de Mirandola e Marquês de Concórdia;
- Galeoto (Galeotto) (1663-1710), Senhor de San Martino Spino;
- Virgínia (Virginia) (1665);
- Fúlvia (Fulvia) (1666-1731), que casou com Tommaso d'Aquino, Príncipe de Feroleto e Castiglione;
- João (Giovanni) (1667-1723), Marquês de Quarantoli;
- Ludovico (Lodovico) (1668-1743), cardeal;
- Alexandre (Alessandro) (1670-1711), cavaleiro da Ordem de Malta.

## Ligações Externas
- Genealogia da família Este
- http://worldroots.com/foundation/families/taddeobarberinidesc.htm
- http://genealogy.euweb.cz/italy/farnese2.html
- http://www.all-art.org/history252-7.html
- http://www.britannica.com/EBchecked/topic/62547/Gian-Lorenzo-Bernini